# Adam och Eva (växt)
Adam och Eva (Dactylorhiza sambucina) är en orkidéart som först beskrevs av Carl von Linné, och fick sitt nu gällande namn av Károly Rezsö Soó von Bere. 
Adam och Eva ingår i handnyckelsläktet som ingår i familjen orkidéer. IUCN kategoriserar arten globalt som livskraftig. Enligt den finländska rödlistan är arten nära hotad i Finland. Arten är reproducerande i Sverige. Artens livsmiljö är torra gräsmarker. Inga underarter finns listade i Catalogue of Life.
Adam och Eva är en kraftigt byggd orkidé som blommar i maj–juni, vilken i Sverige förekommer från Skåne till Uppland samt på Åland. Den växer på torra kalkrika backar och ängsmarker, främst i kustnära trakter vid Östersjön.
Adam och Eva brukar förekomma med rödblommiga och vitblommiga exemplar i ungefär samma antal.
Första fynduppgift i Sverige är från Uppland och publicerades 1732.

## Bildgalleri

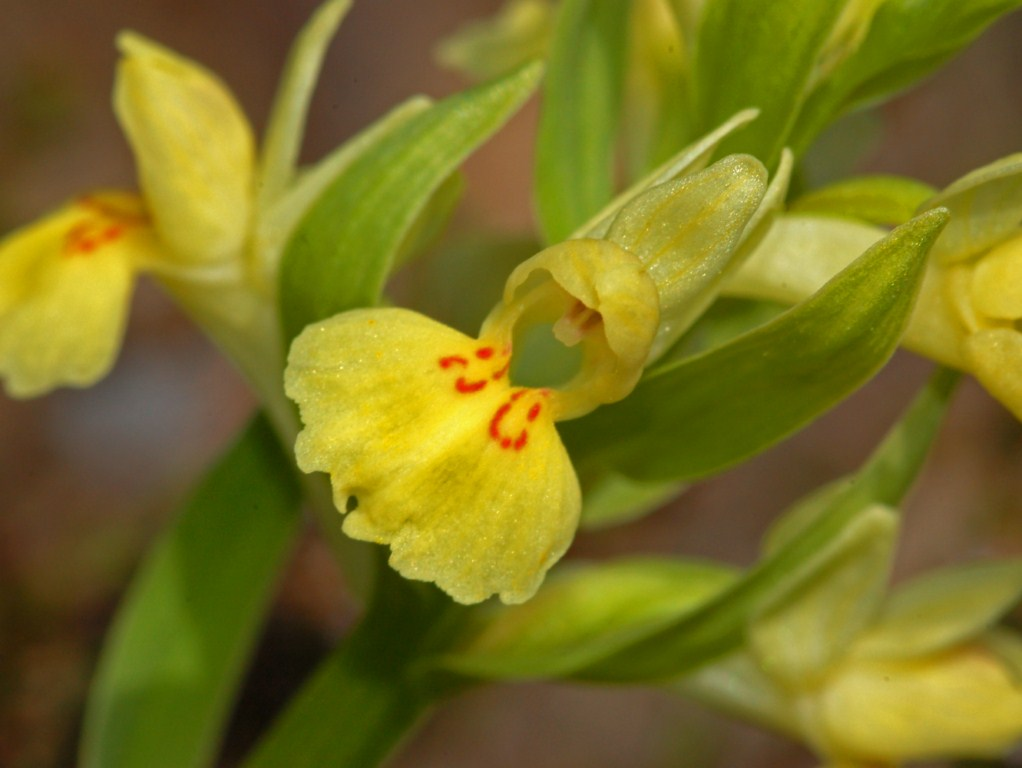
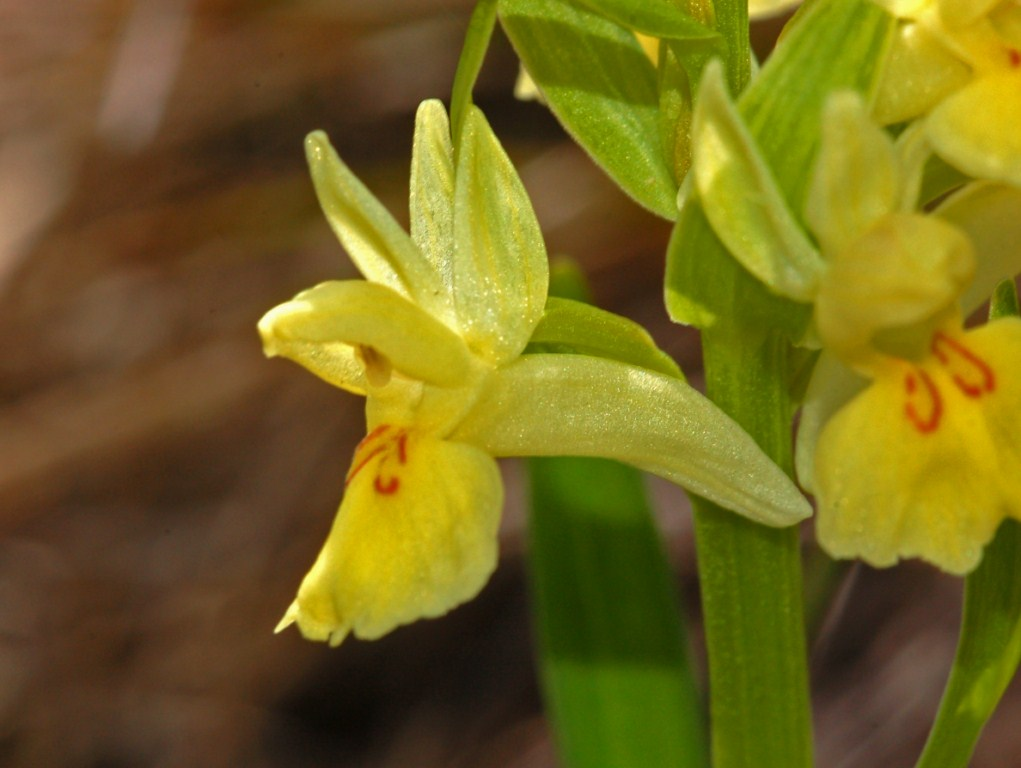
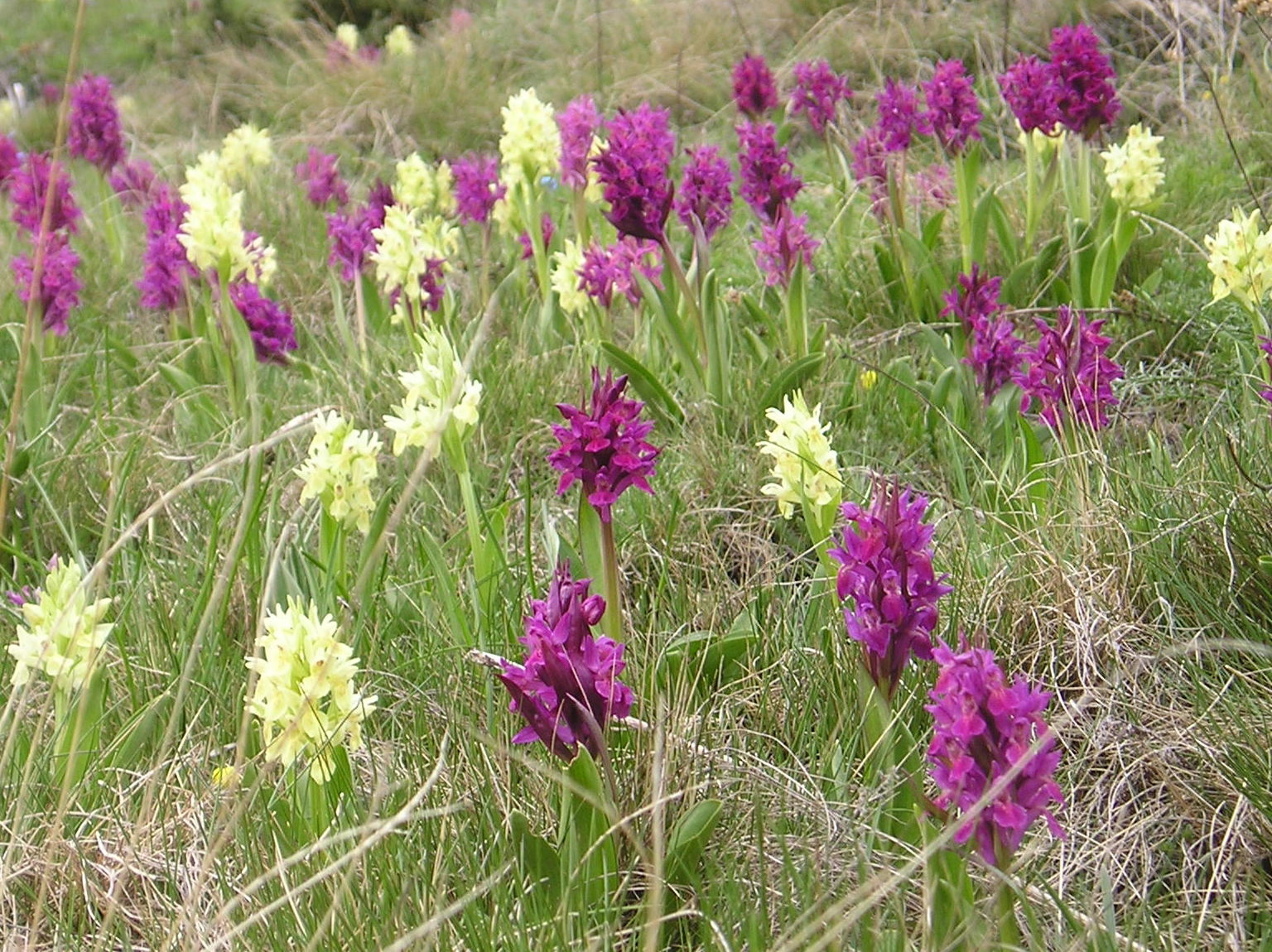
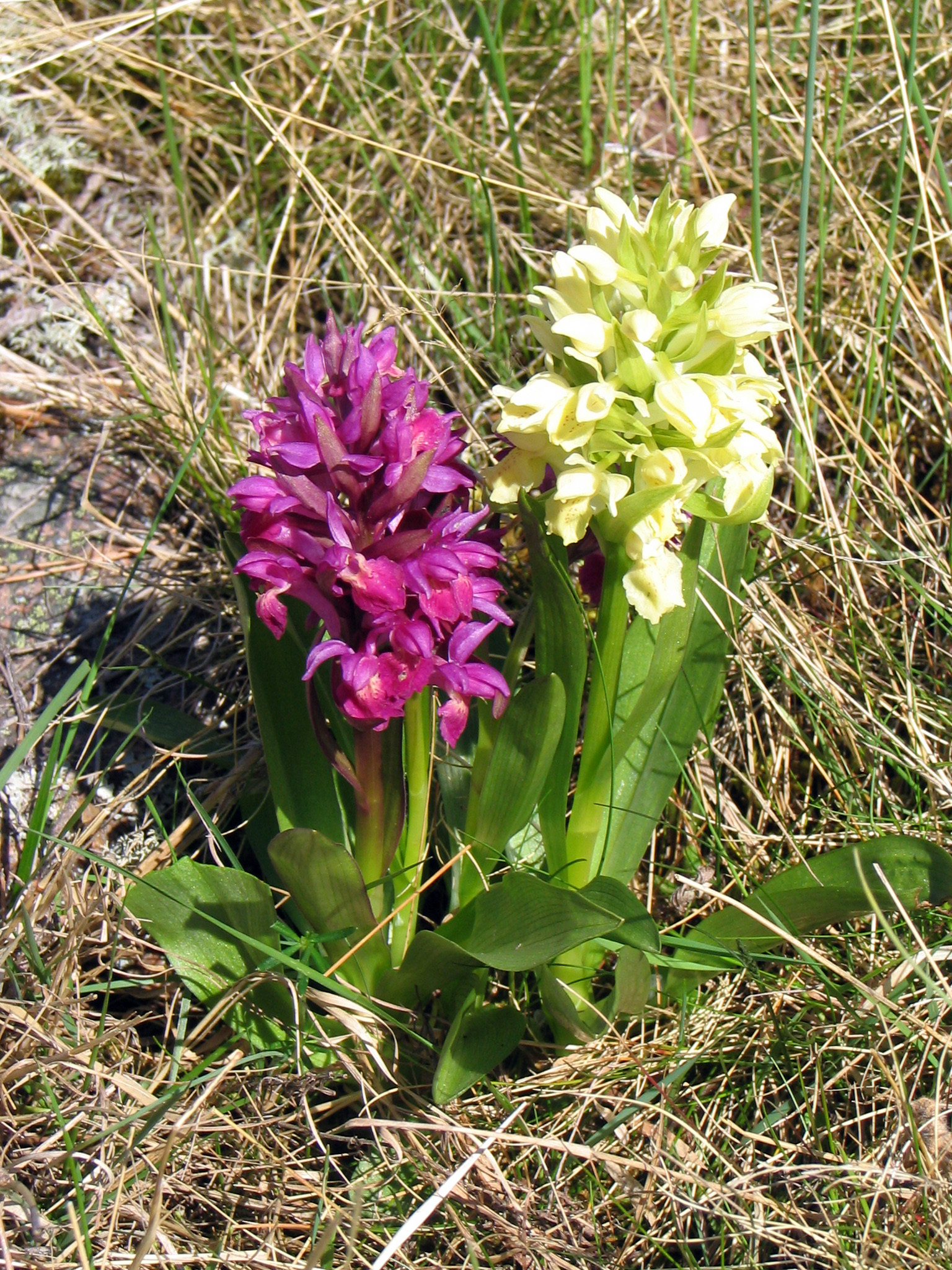
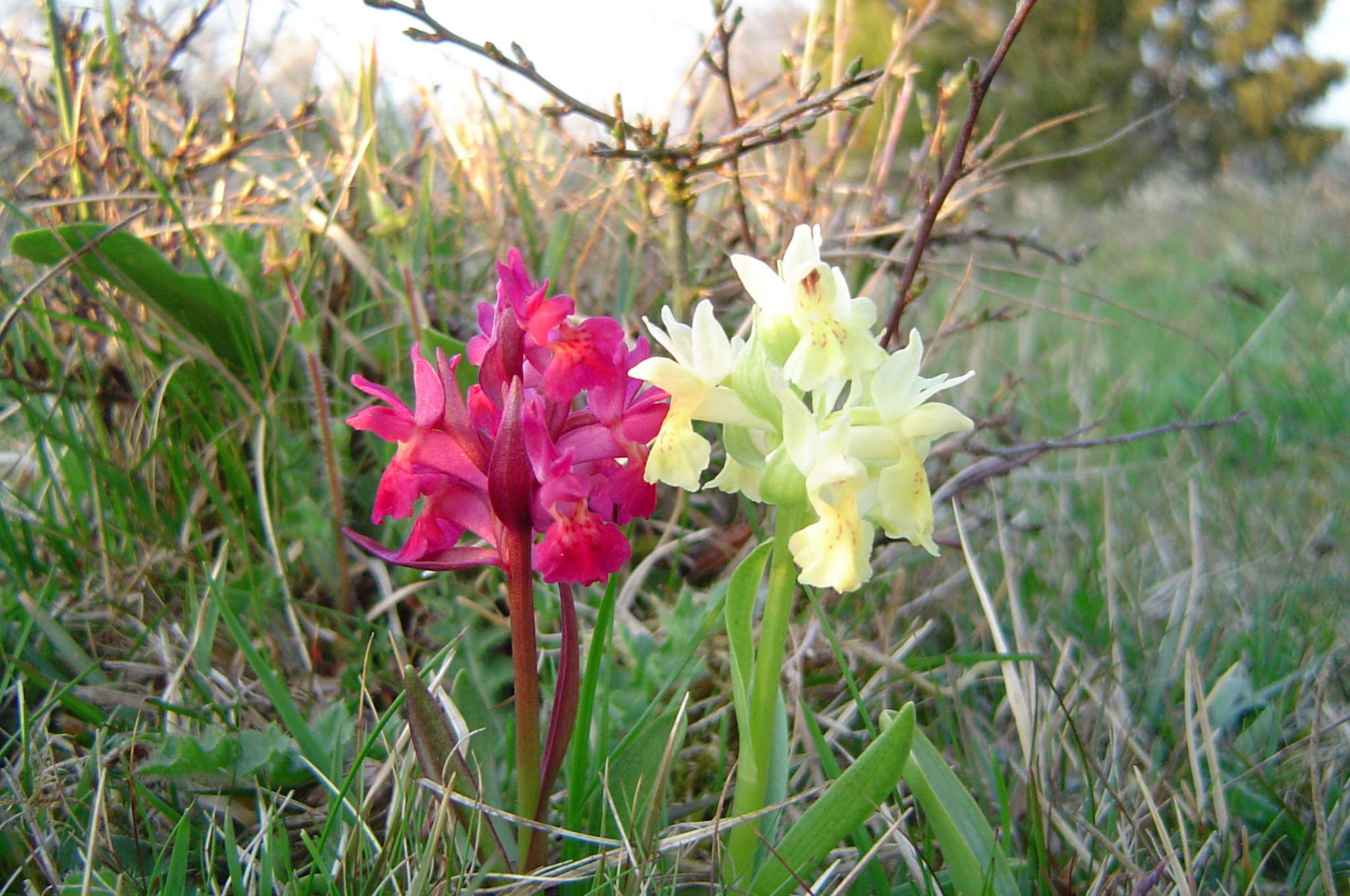
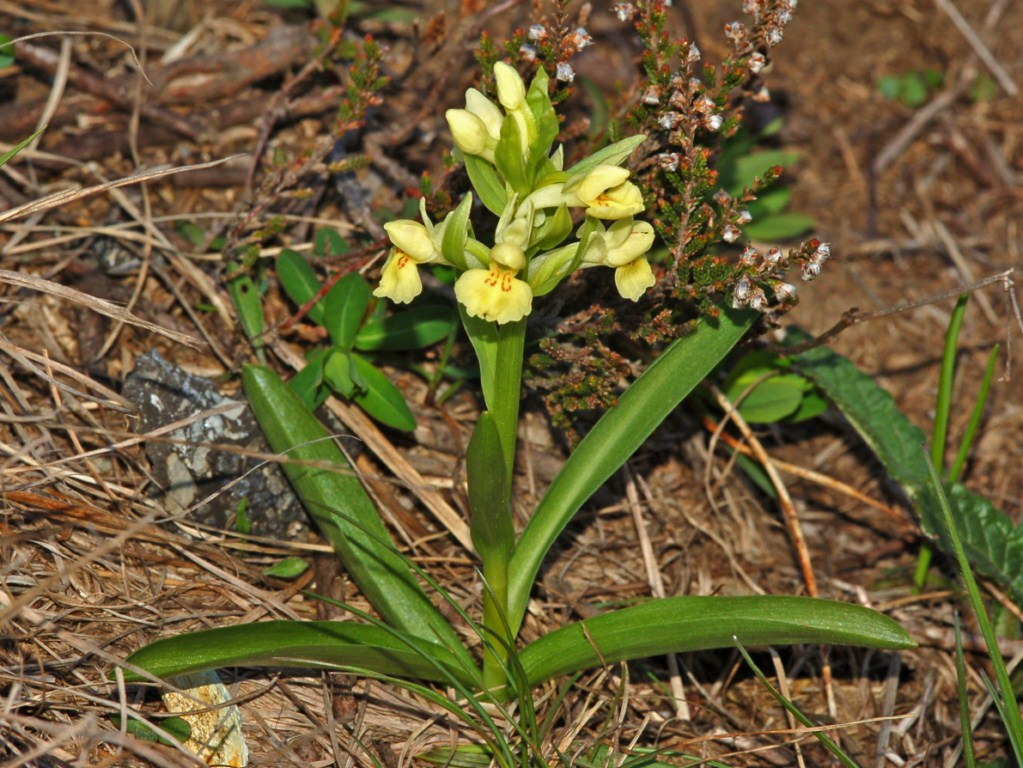